# Manuel Mujica Lainez
Manuel Mujica Lainez, född 11 september 1910 i Buenos Aires, död 21 april 1984 i Cruz Chica i provinsen Córdoba i Argentina, var en argentinsk romanförfattare, konst- och litteraturkritiker samt översättare från engelska och franska. Han är inte representerad med något verk på svenska (år 2024), men medverkar med en novell i antologin Rosen från Cernobbio och andra latinamerikanska noveller (1954).

## Biografi
Manuel Mujica Lainez kom från en familj med aristokratiska anor. På fädernet var han släkt med en av grundarna av Buenos Aires, conquistadoren Juan de Garay (1528-1583), på mödernet med argentinska författare som Florencio Varela (1808–1848) och Miguel Cané (1851–1905). Familjen flyttade över till Europa 1923 som brukligt var inom den högre societeten och Manuel Mujica Lainez gick i skola först i Paris och därefter i London fram till 1928, då familjen återvände. Han studerade juridik vid Universidad de Buenos Aires, men avbröt den inriktningen. Från 1932 arbetade han som konst- och litteraturkritiker för tidningen La Nación. Åren 1955-58 var han chef för det argentinska utrikesministeriets kulturavdelning.  
Vid 26 års ålder år 1936 gifte sig Manuel Mujica Lainez med Ana de Alvear Ortiz Basualdo, en ättling till den argentinske frihetshjälten Carlos María de Alvear. Samma år debuterade han som författare med essäsamlingen Glosas castellanas, som huvudsakligen behandlar romanfiguren Don Quijote.

## Bibliografi

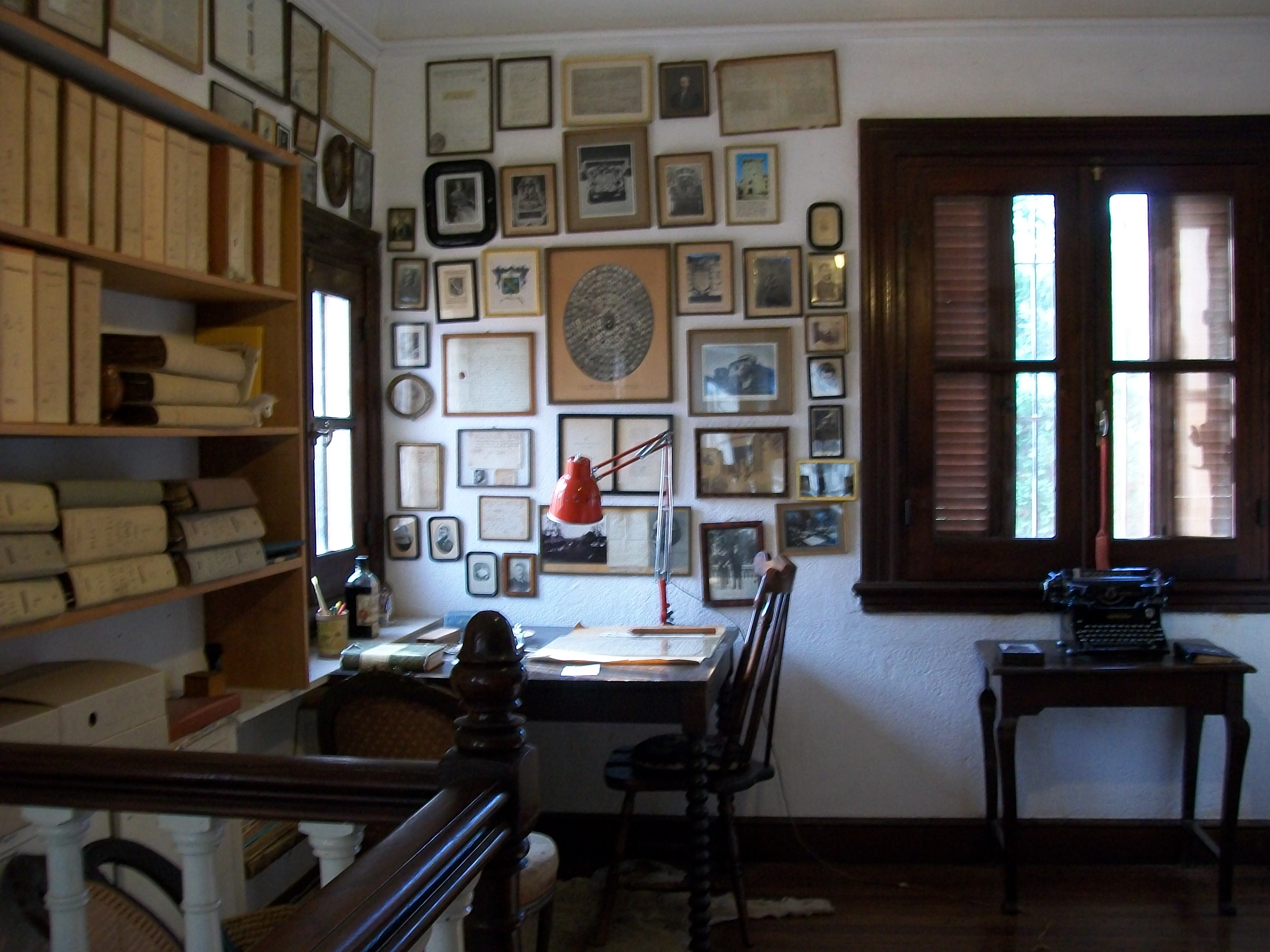
Författarens arbetsrum i El Paraíso som han kallade sin villa i Cruz Chica.

## Verkförteckning (urval)
- Canto a Buenos Aires (1943)
- Misteriosa Buenos Aires (1950)
  - (franska) Mystérieuse Buenos Aires (Paris: Libraire Séguier, 1990)
- Los ídolos (1953)
- La casa (1954)
- Los viajeros (1955)
- Invitados en El Paraíso (1957)
- Bomarzo (1962)
  - (engelska) Bomarzo (New York: Simon & Schuster, 1969)
  - (tyska) Bomarzo. Ein Renaissance-Roman (Berlin: Blanvalet Verlag, 1971)
  - (franska) Bomarzo (Paris: Librairie Séguier-Archimbaud, 1987)
- El unicornio (1965)
  - (engelska) The Wandering Unicorn. Introduction by Jorge Luis Borges (Berkley Books, 1985)
  - (tyska) Die Sage von der schönen Melusine, von ihr selbst erzählt (Stuttgart: Klett-Cotta, 1986)
- El laberinto (1974)
- El gran teatro (1979)
  - (franska) Le Grand Théâtre. (Paris: Renaudot, 1990)
- El escarabajo (1982)
  - (tyska) Der Skarabäus (Stuttgart: Klett-Cotta, 1992)

### Svenska
- Rosen från Cernobbio och andra latin-amerikanska noveller, en antologi i urval och med förord av Martin Rogberg (Sigtuna bokhandel, 1954)

## Utmärkelser
- 1964: Arts et Lettres-orden. Officer.
- 1967: Italienska republikens förtjänstorden. Kommendör.
- 1982: Hederslegionen.